# Werner Ziegler (Wirtschaftswissenschaftler)
Werner Ziegler (* 31. Januar 1950 in Eschenbach in der Oberpfalz) ist ein deutscher Wirtschaftswissenschaftler und war Rektor der Hochschule für Wirtschaft und Umwelt Nürtingen-Geislingen (HfWU).

## Biografie
Nach schulischer Ausbildung in Bamberg und Lehre zum Industriekaufmann bei einem Versorgungsunternehmen begann er das Studium der Betriebswirtschaftslehre an der Fachhochschule Würzburg-Schweinfurt, das er an der Universität Würzburg fortsetzte mit dem Abschluss als Dipl.-Kaufmann (1977).
Als Assistent am Lehrstuhl für Kreditwirtschaft an der Universität Hohenheim bei Johann Heinrich von Stein befasste er sich mit dem Forschungsgebiet: Früherkennung von Insolvenzen mit Promotion zum Dr. oec. an der Universität Hohenheim (1984).
Gleichzeitig war langjährig als Gerichtsgutachter für eine Wirtschaftsstrafkammer des  Landgerichts Stuttgart und als Lehrbeauftragter an der Berufsakademie Stuttgart tätig.
Von 1984 bis 1989 Tätigkeit bei einem Kreditinstitut in Göppingen, zuletzt als Abteilungsdirektor der Abteilung „Vorstandssekretariat und Marketing“.
- Seit 1990 Professor für Unternehmensführung an der Fachhochschule Nürtingen,
- 1993 bis 2001 Dekan des Fachbereichs Betriebswirtschaftslehre am Standort Geislingen/Steige,
- 2001 bis 2007 Prorektor der Hochschule für Wirtschaft und Umwelt Nürtingen-Geislingen,
- 2007 bis 2013 Rektor der Hochschule für Wirtschaft und Umwelt Nürtingen-Geislingen
- am 1. September 2013 hat er an Andreas Frey das Amt des Rektors der HFWU übergeben.

## Engagements
- 1997 Gründung des Steinbeis-Transferzentrums Marketing und Unternehmensführung, Leitung bis September 2007
- Forschungsschwerpunkte: Strategische Unternehmensführung, Marketing (vor allem für kleinere und mittlere Unternehmen), Insolvenzen/Insolvenzfrüherkennung
- Umfangreiche Seminar- und Vortragstätigkeiten zu den Themen Unternehmensführung, Marketing und Insolvenzen, mehrere Sitze in Vorstands-, Aufsichts- und Beiratsgremien

## Veröffentlichungen
- Die Unternehmerbeurteilung als Instrument zur Früherkennung von Kreditrisiken Hohenheim 1984.
- Grundriss des Immobilienmarketings, Hamburg Hammonia 2006 ISBN 3-87292-211-4
- Der Kunde steht im Mittelpunkt und damit jedem im Wege, Hamburg Tredition 2017 ISBN 978-3-7345-9925-5